# PicsArt
PicsArt es un editor de fotografía, collages, dibujo y red social. Permite a sus usuarios fotografiar y editar fotos, dibujar con capas y compartir sus imágenes con la comunidad de PicsArt y en otras plataformas sociales como Facebook e Instagram. La aplicación está disponible para iOS, Android y Windows.

## Historia
Fue lanzado el 2 de enero de 2012 para dispositivos Android, desarrollado primeramente por Hovhannes Avoyan y Artavazd Mehrabyan. La aplicación alcanzó 35 millones de descargas en su primer año.
En enero de 2013, es lanzado PicsArt para iOS solo en iPhone y, en mayo del mismo año, ya estaría disponible para iPad. La aplicación rápidamente alcanzó 2 millones de usuarios diarios y 4 millones de usuarios registrados. En noviembre de 2013 supera las 90 millones de descargas, registrando 25 millones de usuarios mensuales.
Y, en diciembre del mismo año, PicsArt estaría disponible para Windows Phone.
En marzo de 2014, PicsArt supera las 100 millones de descargas en Play Store con 30 millones de usuarios activos y registrando 60,000 publicaciones por día. Y para junio de 2014, sería lanzada en Microsoft Store para computadoras y tabletas.
Cuando la aplicación celebraba su tercer aniversario contaba con: 175 millones de descargas, 50 millones de usuarios mensuales y 18 millones de usuarios en la red social.
En 2015, la compañía lanzó un programa educacional en conocimiento tecnológico y ciencias en Armenia. El programa ha graduado a más de 400 becarios y 50 de ellos han trabajado en la compañía.
El 27 de abril de 2020, PicsArt por su página de Facebook anuncia que la aplicación supera "1,000 millones  de descargas"

## Editor
PicsArt contiene diversas herramientas para editar imágenes y dibujar. Cuenta con 120 filtros para fotografías, de los cuales 40 solo están disponibles con «PicsArt Gold» (suscripción de pago mensual).

El editor permite también sobreexponer imágenes utilizando capas. Una de las mayores características de la aplicación es el "borrador", que permite eliminar o seleccionar a preferencia del usuario una parte de una imagen, texto o sticker.

### Filtros
El editor contiene efectos y filtros que puedes utilizar para las imágenes y videos. Puedes configurar la opacidad, la visualización e incluso utilizar el borrador para aplicar el filtro parcialmente en la imagen. Hay algunos efectos que solo se están disponibles con la suscripción de PicsArt Gold.
Estos son todos los filtros del editor:
- HDR
- Light Cross
- Dodger
- Noise
- Glitch
- GRNG
- VHS
- WAVE
- PLRD
- MIL
- Seafoam
- Drama
- 1991 - 1996
- HDR 2
- Cinerama
- Film
- MV3
- MV4
- SUN
- Crisp
- Twilight
- Vibrant
- B&W
- MNCH1
- MNCH2
- MNCH3
- Vignette
- Retro
- Sunny
- KPP
- Ivory
- Vintage
- Lomo
- BLH
- Warm Color
- Sharpen
- Sepia
- Warm Amber
- Cross Proc

## Aplicaciones secundarias

### PicsArt Color
PicsArt Color es una de las aplicaciones secundarias que ofrece la desarrolladora de PicsArt, enfocada en la ilustración y dibujo. Dispone de un avanzado editor basado en el de la aplicación principal con simplificación de las mismas herramientas. Entre algunas de ellas están disponibles; Pincel de Textura, Relleno de Patrón y Color, Librería de pinceles personalizables, Rueda y Mezclador de colores, Múltiples Capas, Modos de fusión, Herramienta de texto, Auto-recuperación y Paleta de colores.
Al igual que la aplicación principal, desde inicios del 2019 se puede ingresar con una cuenta de PicsArt para guardar los proyectos hechos y compartirlos a plataformas sociales.

### PicsArt Animator
PicsArt Animator se publicó primeramente en Play Store el 19 de octubre de 2018, siendo una de las aplicaciones que desarrolla PicsArt Inc. Permite la creación y animación de imágenes y videos con herramientas en base al editor de la aplicación principal. Se enfoca en la creación de imágenes en movimiento de formato GIF que se permiten publicar en diversas plataformas sociales y la edición de videos al agregar filtros y efectos EFX y de sonido, texto, imágenes, stickers y animación cuadro-por-cuadro.
En 2020, la app de animación de PicsArt cambia múltiples modalidades del editor, transladando herramientas del editor de la aplicación principal a la interfaz de PicsArt Animator. A diferencia de las otras ediciones desarrolladas, esta se basa en código de nuevo uso y no se programó como las otras ediciones anteriormente desarrolladas, con el objetivo de mejorar la estabilidad y eficiencia al momento de utilizar herramientas que requieren uso intensivo.